# Fabriciana satakei
Fabriciana satakei är en fjärilsart som beskrevs av Nakahara 1926. Fabriciana satakei ingår i släktet Fabriciana och familjen praktfjärilar. Inga underarter finns listade i Catalogue of Life.